# Bąbnica
Bąbnica [bɔmbˈnit͡sa] (tiếng Đức Bamnitz) là một khu định cư ở khu hành chính của Gmina Tychowo, thuộc quận Białogard, West Pomeranian Voivodeship, nằm ở phía tây bắc Ba Lan.